# 湯浅敏夫
湯浅 敏夫（ゆあさ としお、1908年（明治41年）4月13日 - 1994年（平成6年）10月19日）は、日本のアララギ派の歌人。ペンネーム: 杉 鮫太郎（すぎ さめたろう）、岡山県岡山市出身。

## 経歴

### 生い立ち
1908年（明治41年）岡山県岡山市に住む父・湯浅立太郎、母・いなよの長男として出生する。その後、父が警察官であるため、岡山県内を転々と転勤し、岡山市内の小学校から、旧制岡山県立第二中学校（現：操山高校）入学を経て、旧制津山中学（現：津山高校）、旧制高梁中学（現：高梁高校）へ転校する。高梁中学を1928年（昭和3年）に卒業する。

### 卒業後
同年（昭和3年）、岡山県警察部へ就職し、通信技手として働く。元々、湯浅は短歌に興味があり、アララギの斎藤茂吉の短歌を書写していた。また、岡山県師範学校で斎藤茂吉、中村憲吉の講演を聴講し、これがきっかけとなり湯浅は、アララギへ入会する。ペンネームは杉鮫太郎とした。
斉藤茂吉との共著で、1938年（昭和13年）に『平賀元義歌集』を発刊したのを皮切りに、『平賀元義の歌』等を発表するなど、湯浅は警察として働きながら、幕末期の国学者として有名な平賀元義の研究を行い、その名が知られていた。第二次世界大戦後、湯浅はアララギでの活動で、戦後のアララギが土屋文明派一辺倒へと変貌していく過程で、斉藤茂吉系統は影を薄めていっており、湯浅もその影響からアララギへの投稿をやめ「関西アララギ」の客員として、その巻頭に作品を飾るようになり、晩年近くまでこの状態が続いた。
1967年（昭和42年）59歳のときに、38年間務めた警察庁技官の職を引退する。その後は、岡山にある後楽園古陶館に勤務する。1980年（昭和55年）に勲五等双光旭日章受賞する。また、同年、金重陶陽賞受章する。この他、湯浅は、杉鮫太郎名義で『アララギ岡山』、『美作アララギ』を主宰し発刊していた。
1994年（平成6年）10月19日、86歳で死去。

## 主な著作物
- 『平賀元義歌集』1938年, 斉藤茂吉共著
- 『平賀元義の歌』1944年, 斉藤茂吉共著
- 歌集『哉生明』1949年, 斉藤茂吉共著
- 『岡山後楽園』1966年, 宗定克則共著
- 『岡山の鳥』1969年, 宗定克則共著
- 『岡山の短歌』1971年, 藤原幾多共著
- 歌集『飛鳥出林』, 杉鮫太郎著
- 歌集『路上黄昏』, 杉鮫太郎著